# Inule à feuilles de saule
Inula salicina
Espèce
Classification APG III (2009)
L'Inule à feuilles de saule, également appelée Inule saulière (Inula salicina), est une espèce de plantes à fleurs du genre Inula et de la famille des Astéracées.

## Description
C'est une plante herbacée vivace, rhizomateuse, au port érigé, glabre ou peu velue, atteignant jusqu'à 75 cm de haut, aux feuilles fortement réticulées. Les feuilles inférieures sont linéaires, lancéolées à ovales, les supérieures cordées et engainantes. Les capitules jaune doré, de 2,5 à 3 cm de diamètre, sont généralement solitaires. Elle fleurit en fin de printemps et en été.
Une confusion est possible avec la Buphtalme à feuilles de saule (Buphtalmum salicifolium) chez qui les ligules sont plus larges.

## Synonymes
- Aster salicinus (L.) All.
- Conyza salicina (L.) Rupr.
- Helenium salicinum (L.) Kuntze
- Jacobaea salicina (L.) Merino
- Pulicaria salicina (L.) J.Presl & C.Presl
- Ulina salicina (L.) Opiz
- Aster rigidus Moench
- Inula hetrusca Moretti
- Inula lucens Dulac
- Inula pseudobubonium Schur
- Inula salicina subsp. salicina
- Pentanema salicinum (L.) D.Gut.Larr., Santos-Vicente, Anderb., E.Rico & M.M.Mart.Ort.

## Habitat
Elle pousse dans les prairies, taillis, tourbières et les sols marneux. Fossés.

## Répartition
On la trouve presque partout en Europe (sauf en Bulgarie et en Islande), à des altitudes variant de 0 à 1 500 m.

## Protection
En France, l'espèce est protégée en Basse-Normandie, dans le Limousin, dans le Nord-Pas-de-Calais (sur liste rouge) et en Picardie.

## Galerie

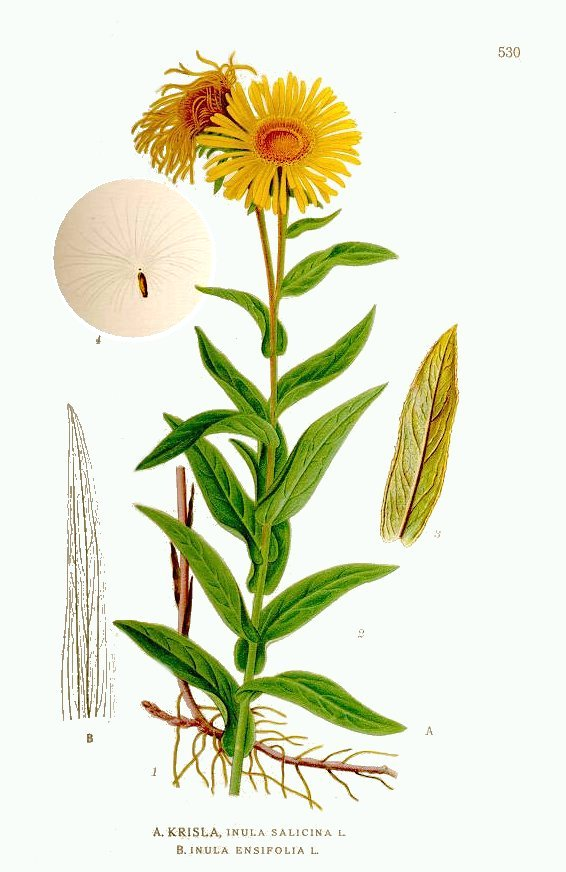
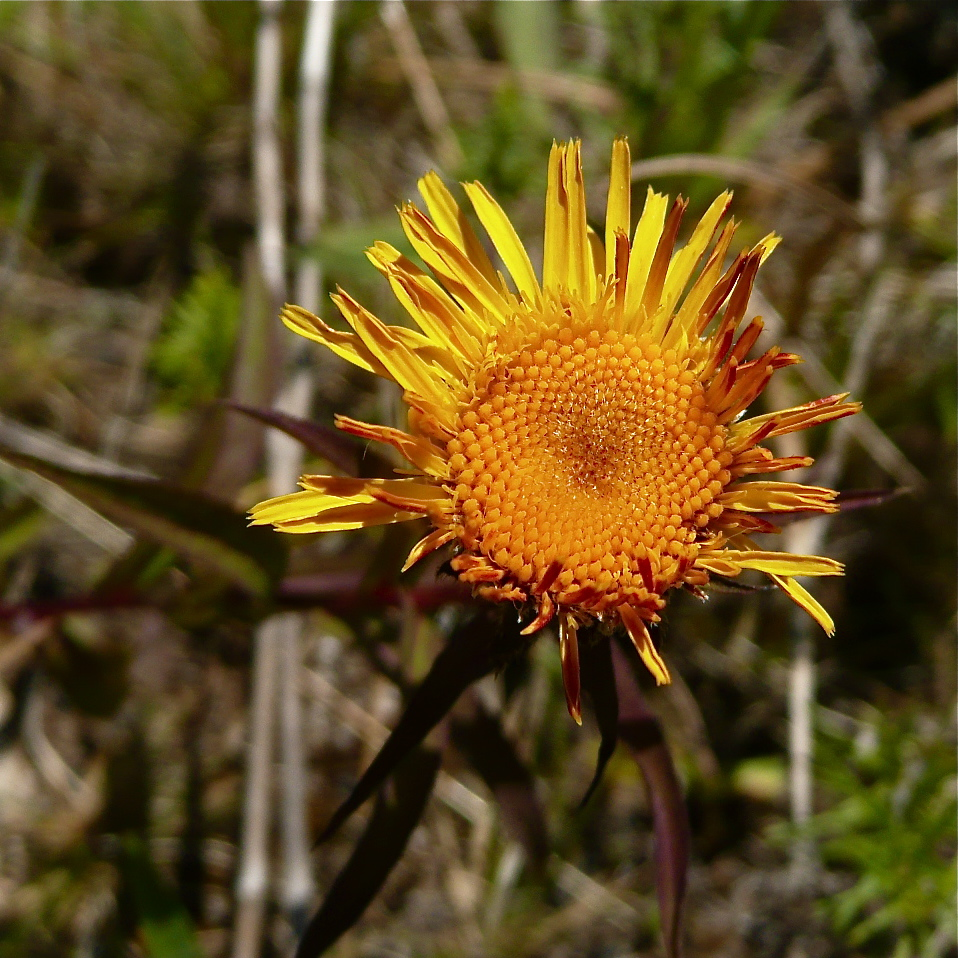
Capitule
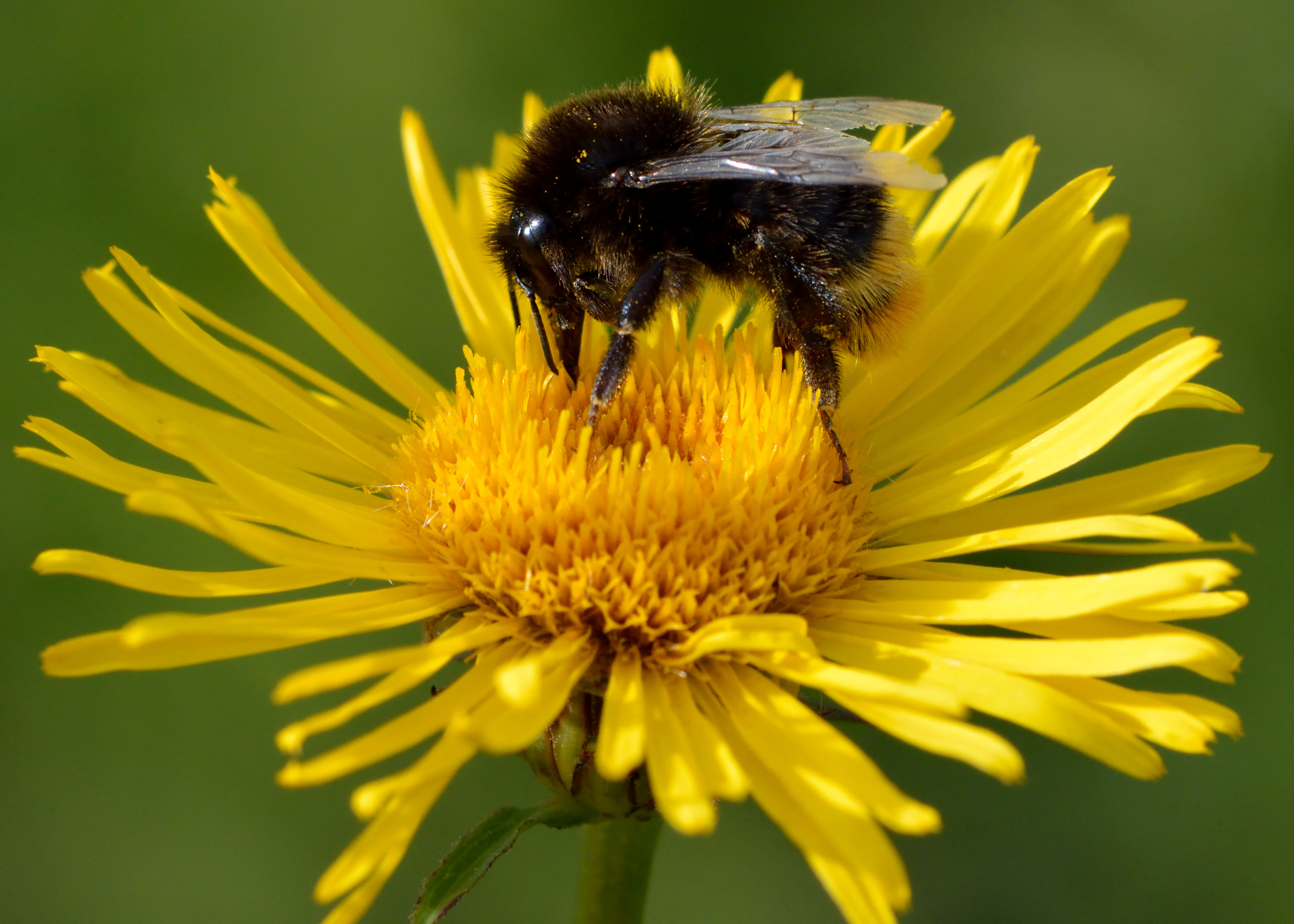